# Мальтийский дворец

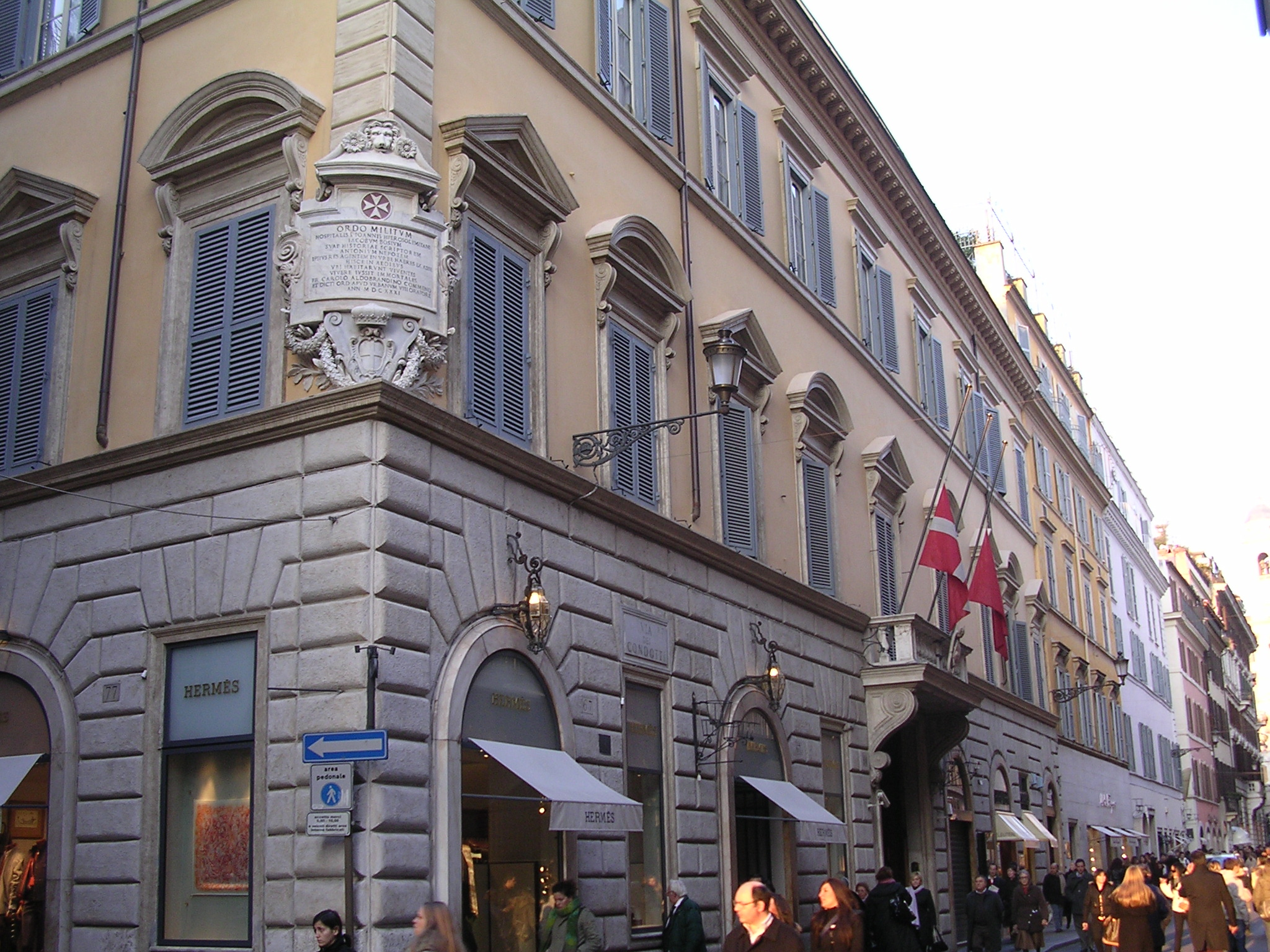
Мальтийский дворец в Риме

Мальтийский дворец (итал. Palazzo Magistrale, Palazzo di Malta, Palazzo dell’Ordine di Malta) — главный офис  Мальтийского ордена. Располагается в Риме на виа Кондотти, д. 68, признаётся Италией как собственность Мальтийского ордена. В Мальтийском дворце находится резиденция Великого магистра и проходят заседания правительства Мальтийского ордена.

## История
В 1834 году Мальтийский дворец фактически стал штаб-квартирой Мальтийского ордена. В 1869 году Мальтийскому дворцу был предоставлен статус экстерриториальности, таким образом, дворец становится суверенной территорией Мальтийского ордена и его столицей. Этим статусом он обладает и в настоящее время.